# Кипарис аризонский
Кипарис аризонский (лат. Cupressus arizonica) — вечнозелёное дерево семейства кипарисовых.
В природе встречается на юго-западе США и в Мексике.

## Описание
Неприхотливое дерево высотой до 21 метра, переносит морозы до −20…−25 °C. Обладает более тяжёлой и прочной древесиной по сравнению с другими видами кипариса.

## Культивирование
Размножается как вегетативно — черенкованием
```
так и 
семенами
. При размножении семенами, если использовать хорошую агротехнику, можно за одну вегетацию получить растения высотой 30-40 см с хорошо развитой 
корневой системой
. В условиях 
Средиземноморья
 способен к трехлетнему возрасту вырастать до 2 м.
```

Растение декоративно как зимой, так и летом. Часто используют там, где не растёт кипарис вечнозелёный. Кипарис аризонский зимостоек и морозоустойчив, но молодые растения в первые два-три года жизни необходимо укрывать на зиму во избежание частичного подмерзания или полной гибели.